# Barzach
Barzach (arabisch برزخ, DMG barzaḫ ‚Schranke, Hindernis, Trennung, Barriere‘, auch Barzakh) bezeichnet im islamischen Glauben eine Barriere oder Trennwand. Häufig wird sie im Zusammenhang mit einer Barriere zwischen dem Diesseits und dem Jenseits verwendet, die die Toten bis zum Tage der Auferstehung von den Lebenden trennt. Alternativ wird die Dauer zwischen dem Leben und der Auferstehung auch als Zeit im Grab bezeichnet.
Alle Verstorbenen, außer den Märtyrern (Schahid), durchlaufen die Phase Barzach. Da sie ähnlich dem christlichen Fegefeuer, auch Purgatorium genannt, einen temporären Zustand zwischen Himmel und Hölle bezeichnet, wird sie häufig fälschlicherweise mit diesem verglichen. Da Barzach aber kein Ort der Läuterung der Sünden ist, gleicht sie eher dem Limbus. Allerdings gibt es die Vorstellung der Befragung des Verstorbenen durch die Todesengel Munkar und Nakīr und, dass der seelische Schmerz, den er dort beim Sehen des Feuers, welches seine schlechten irdischen Taten symbolisiere, verspüre, zur Reinigung seiner Seele führen könne.
Des Weiteren gilt Barzakh als eine Welt die zwischen der spirituellen und der materiellen Welt steht, die Menschen zudem während des Schlafes in ihren Träumen, in Trance oder Meditation betreten. In dieser manifestiere sich auch die Hölle und das Paradies, und es sei möglich, darin Engeln, Dschinnen und Satanen zu begegnen.